# José Barreto
José Barreto (Villa Clara, 22 febbraio 2000) è un calciatore argentino, attaccante del Colón (SF).

## Caratteristiche tecniche
È un centravanti.

## Carriera
Cresciuto nel settore giovanile del Patronato, ha esordito in prima squadra il 22 febbraio 2019 disputando l'incontro di Primera División perso 2-1 contro il Tigre.

## Statistiche
Statistiche aggiornate al 18 agosto 2019.

### Presenze e reti nei club
| Stagione        | Squadra         | Campionato      | Campionato | Campionato | Coppe nazionali | Coppe nazionali | Coppe nazionali | Coppe continentali | Coppe continentali | Coppe continentali | Altre coppe | Altre coppe | Altre coppe | Totale | Totale | Totale |
| Stagione        | Squadra         | Comp            | Pres       | Reti       | Comp            | Pres            | Reti            | Comp               | Pres               | Reti               | Comp        | Pres        | Reti        | Pres   | Reti   |        |
| --------------- | --------------- | --------------- | ---------- | ---------- | --------------- | --------------- | --------------- | ------------------ | ------------------ | ------------------ | ----------- | ----------- | ----------- | ------ | ------ | ------ |
| 2018-2019       | Patronato       | PD              | 1          | 0          | CA+CdL          | 2+0             | 0               |                    | -                  | -                  |             | -           | -           | 3      | 0      |        |
| 2019-2020       | Patronato       | PD              | 3          | 0          | CA+CdL          | 0               | 0               |                    | -                  | -                  |             | -           | -           | 3      | 0      |        |
| Totale carriera | Totale carriera | Totale carriera | 4          | 0          |                 | 2               | 0               |                    | 0                  | 0                  |             | -           | -           | 6      | 0      |        |